# Cladonia fimbriata
Espèce
Cladonia fimbriata est un lichen terrestre de l'ordre des Lecanorales.